# Semiarundinaria yashadake
Semiarundinaria yashadake är en gräsart som först beskrevs av Tomitaro Makino, och fick sitt nu gällande namn av Tomitaro Makino. Semiarundinaria yashadake ingår i släktet Semiarundinaria och familjen gräs. Inga underarter finns listade i Catalogue of Life.

## Bildgalleri

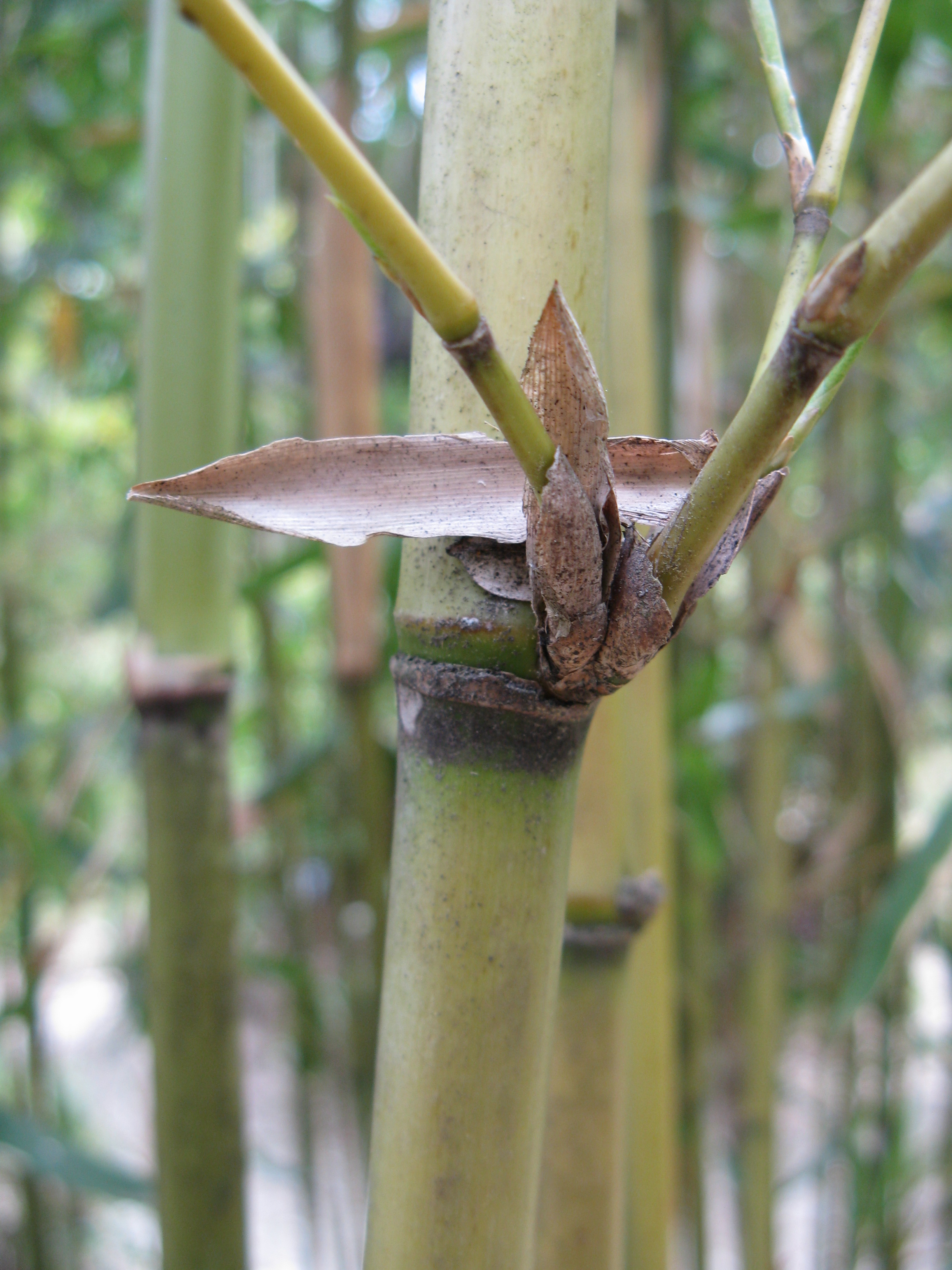
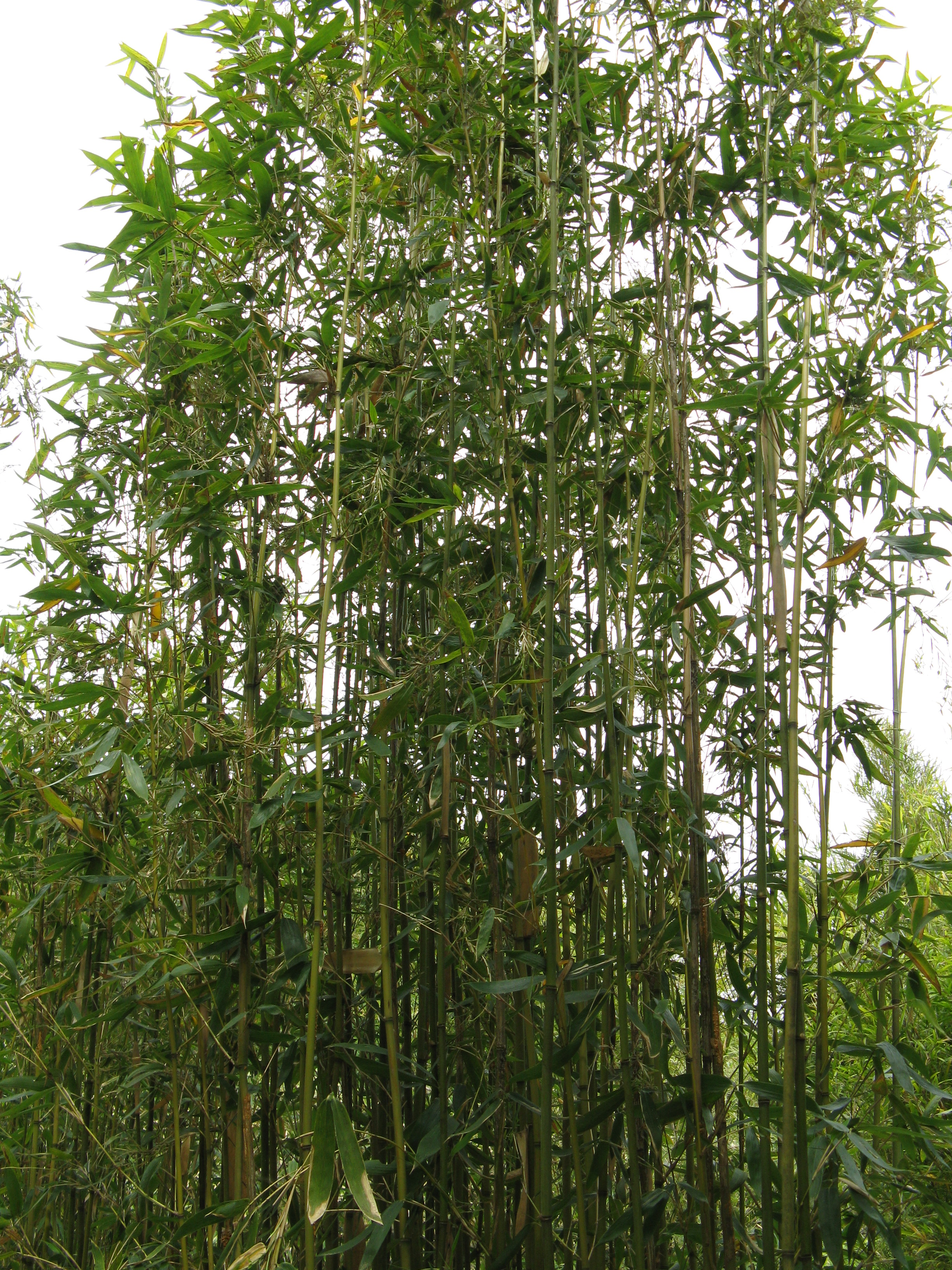